# Shemurat Naẖal Tut
Shemurat Naẖal Tut (hebreiska: שמורת נחל תות) är ett naturreservat i Israel. Det ligger i den norra delen av landet.